# Рибно-Велике
Рибно-Велике (пол. Rybno Wielkie) — село в Польщі, у гміні Кішково Гнезненського повіту Великопольського воєводства.
Населення — 762 особи (2011).
У 1975-1998 роках село належало до Познанського воєводства.

## Демографія
Демографічна структура станом на 31 березня 2011 року:
|          | Загалом | Допрацездатний вік | Працездатний вік | Постпрацездатний вік |
| -------- | ------- | ------------------ | ---------------- | -------------------- |
| Чоловіки | 384     | 87                 | 262              | 35                   |
| Жінки    | 378     | 76                 | 223              | 79                   |
| Разом    | 762     | 163                | 485              | 114                  |